# Yamanashi Hanzō

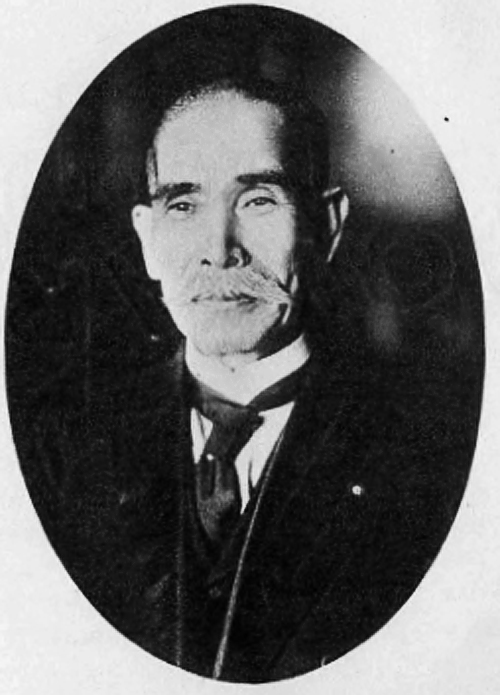
Yamanashi Hanzō, 1929.

Yamanashi Hanzō (jap. 山梨 半造; * 6. April 1864 in Hiratsuka, Provinz Sagami; † 2. Juli 1944 in Kamakura, Präfektur Kanagawa) war ein General des Kaiserlich Japanischen Heeres und Politiker.

## Leben
Yamanashi Hanzō wurde im April 1864 im Distrikt Osumi in der Provinz Sagami, dem heutigen Hiratsuka in der Präfektur Kanagawa, geboren. Im Jahr 1886 schloss er den achten Jahrgang der Heeresoffizierschule und 1892 den ebenfalls achten Jahrgang der Heereshochschule ab. Er wurde zur 4. Infanteriebrigade versetzt und kämpfte im Ersten Japanisch-Chinesischen Krieg in den Reihen der 2. Armee. Nach dem Krieg diente er auf verschiedenen administrativen und Stabsstellen, bevor er von 1898 bis 1902 als Militärattaché in das Deutsche Reich geschickt wurde.
Im Russisch-Japanischen Krieg war er zunächst stellvertretender Stabschef der 2. Armee und später Stabschef der 3. Division. Unmittelbar nach Kriegsende ging er als Militärattaché nach Österreich-Ungarn und blieb dort bis 1907, bevor er kurzzeitig diesen Posten wieder im Deutschen Reich bekleidete und anschließend nach Japan zurückkehrte.
Im Jahr 1911 erfolgte Yamanashis Beförderung zum Generalmajor und damit einhergehend die Übernahme des Kommandos über die 30. Infanteriebrigade. Im folgenden Jahr übernahm er diese Position bei der 1. Infanteriebrigade. Nach verschiedenen Verwaltungsposten im Heeresgeneralstab erhielt er im Ersten Weltkrieg ein Feldkommando und führte die 18. Division während der Belagerung von Tsingtau. 1916 wurde Yamanashi zum Generalleutnant und 1921 zum vollwertigen General befördert.
Ab dem 9. Juni 1921 diente Yamanashi nacheinander in den Kabinetten der Premierminister Hara, Takashi und Katō als Heeresminister. Mit der Auflösung des Kabinett Katō am 2. September 1923 gab er den Posten des Heeresministers ab. Nach dem Großen Kantō-Erdbeben vom 1. September 1923 wurde er zum überwachenden Offizier des ausgerufenen Ausnahmezustands in der Region Tokio und blieb dies bis zur Abschaffung des Postens im November des Jahres. Vom 16. November 1923 bis zum 20. August 1924 war er Oberbefehlshaber des Verteidigungskommando Tokio. Bis zum August des Folgejahres war er noch Kommandeur der Polizeikräfte im Großraum Tokio.
Im Jahr 1927 nahm Yamanashi seinen Abschied aus dem Militärdienst und diente anschließend bis 1929 als Generalgouverneur Koreas. Eine Reihe von Korruptionsskandalen sorgte dafür, dass Yamanashi der unbeliebteste Generalgouverneur des japanischen Korea war. Als Konsequenz der Korruptionsfälle wurde eine Reihe enger Vertrauter Yamanashis zu Gefängnisstrafen verurteilt, während er mit der Abberufung von seinem Posten davonkam. Im Anschluss an seine Abberufung zog er sich ins Privatleben zurück und starb am 2. Juli 1944 in seinem Haus in Kamakura im Alter von 80 Jahren.